# Летеринг
Летеринг — це узагальнювальний термін, що охоплює мистецтво малювання літер. Він відрізняється від каліграфії (мистецтво написання літер) і типографії (мистецтво використання літер) тим, що дизайн кожної літери створюється окремо і жоден не повторюється. Може використовуватися для передачі текстової інформації на рисунках інженерами, архітекторами, дизайнерами, художниками, або як закінчена ілюстрація.

## Приклади
Летеринг використовують для креслень та коміксів, а декоративний летеринг застосовують при малюванні вивісок і в користувацькій графіці. Наприклад на плакатах, на фірмовому бланку чи логотипі, пам'ятних табличках, в рекламі, чи крейдяних дошках.
Букви можуть бути намальовані, нанесені за допомогою трафаретів або за допомогою цифрового носія. Летеринг, який не був створений за допомогою цифрових інструментів, зазвичай називають рукописним.
Раніше майже всі декоративні написи, крім газетних, створювались по індивідуальному замовленню або власноруч. Використання шрифтів замість летеринга розширювалось завдяки новим методам друку, фотонабору та складанню шрифтів, що дозволяють друкувати шрифти любого бажаного розміру. Летеринг особливу роль відігравав в ісламському мистецтві, де замість зображень живих істот використовували зображення в формі ісламської каліграфії.

## Компоненти літери в летерингу
- Основний штрих
- Сполучний штрих
- Лице (поверхня літери без контура)
- Контур
- Тінь
- Блок (схоже з тінню, додає товщини та опуклості)
- Ширина
- Фон